# Джорджо Аскареллі (стадіон)
Стадіон «Джорджо Аскареллі» (італ. Stadio Giorgio Ascarelli), також знаний як «Партенопео» (італ. Stadio Partenopeo) — футбольний стадіон у місті Неаполь (Італія), побудований в 1930 році і зруйнований в 1942 році. Був однією з арен чемпіонату світу з футболу 1934 року. Протягом усього часу свого існування виступав у статусі домашнього стадіону для клубу «Наполі».

## Історія
Стадіон спроєктував архітектор Амедео Д'Альбора на гроші першого президента футбольного клубу «Наполі», великого промисловця, який займався текстилем — Джорджо Аскареллі. Розташовувалась арена недалеко від Центрального залізничного вокзалу міста. Трибуни були зведені з дерева, при відкритті стадіон був названий «Везувій», і був розрахований трохи більше ніж на 10 000 глядачів. Стадіон став першою спортивною спорудою збудованою в місті за останні 80 років.
Перший матч на арені було проведено 16 лютого 1930 року, в рамках чемпіонату Італії «Наполі» зіграв з «Трієстіною» (4:1). Офіційне ж відкриття стадіону відбулося 23 лютого матчем неаполітанців з «Ювентусом», який завершився з рахунком 2:2. Через два тижні після відкриття стадіону помер Джорджо Аскареллі, і в пам'ять про нього стадіону було присвоєно його ім'я. Стадіон був першою ареною в країні, яки й став власністю футбольного клубу.
У 1934 році в рамках підготовки Італії до проведення чемпіонату світу з футболу, стадіон Джорджо Аскареллі серйозно реконструювали, дерев'яні трибуни замінили на бетонні, місткість стадіону було збільшено, за різними джерелами, до 30 000 — 40 000 глядацьких місць. Разом з реконструкцією стадіон перейменували на «Партенопео». Відкриття оновленої арени відбулося за кілька днів до старту чемпіонату світу, в рамках якого на стадіоні відбулися 2 матчі: матч першого раунду між збірними Угорщини та Алжиру (4:2), і матч за третє місце між збірними Німеччини і Австрії (3:2).
Після закінчення турніру стадіон проіснував ще 8 років, і був зруйнований в 1942 році в результаті бомбардувань авіації союзників. В пам'ять про стадіон прилеглий до місця його розташування район Неаполя серед місцевих жителів має назву «Rione Ascarelli».
У 2011 році влада Неаполя встановила на місці стадіону мармурову дошку присвячену Джорджо Аскареллі, на час заходу на місці зруйнованого стадіону були зведені трибуни на 400 глядачів, однак питання відновлення стадіону залишається відкритим через відсутність фінансів у муніципалітету Неаполя.

## Галерея

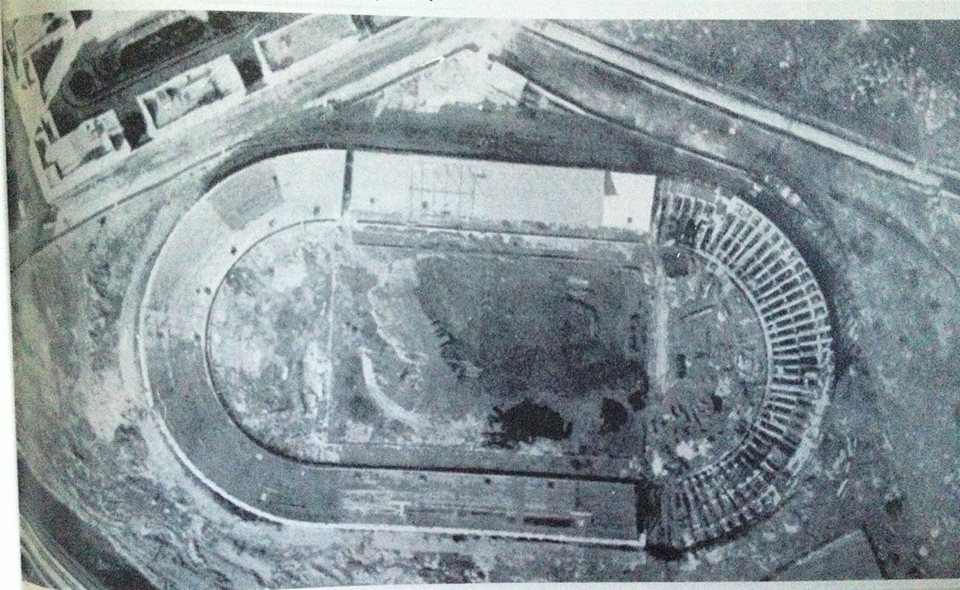
Вигляд стадіону зверху. 1930-ті роки.
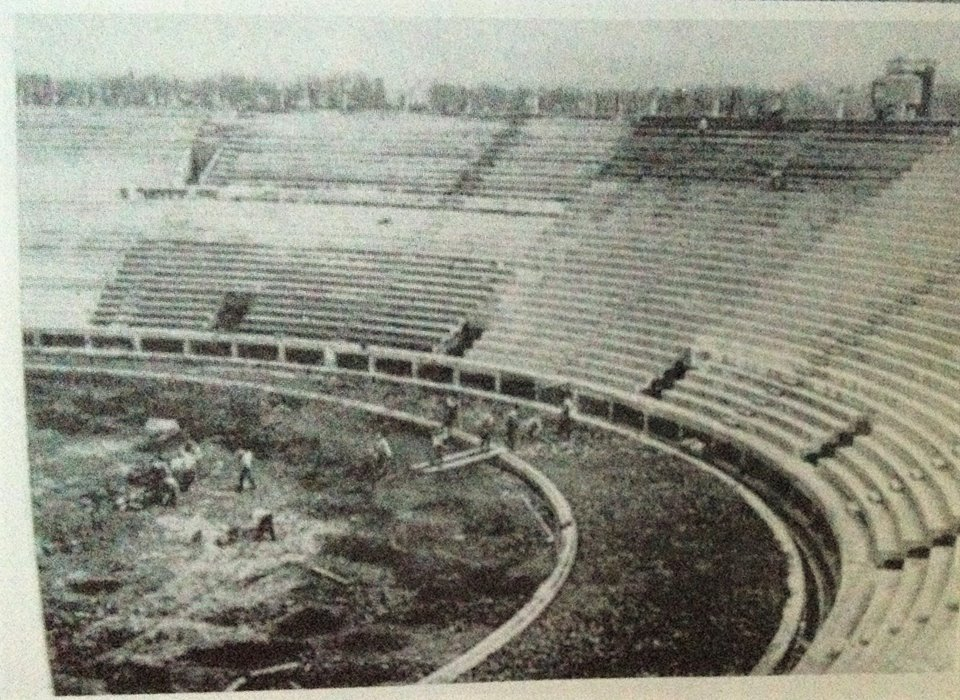
Будівництво стадіону.
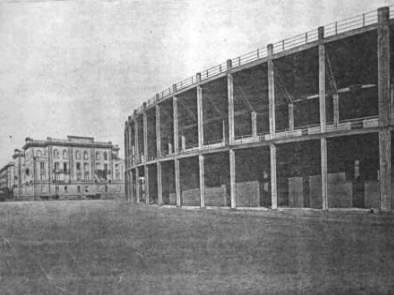
Вигляд стадіону ззовні.
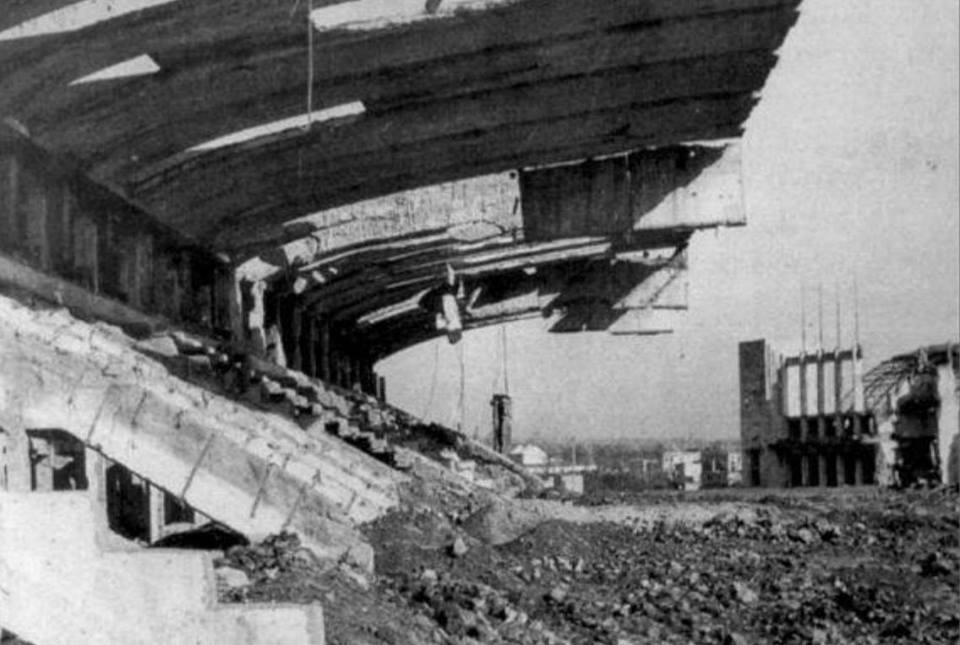
Стадіон після бомбардування 1943 року.